# Simon Fellows
Simon Fellows ist ein britischer Filmregisseur.

## Leben und Werk
Fellows’ Debüt als Filmregisseur erfolgte im Jahre 2000 mit dem Kurzfilm Jump. Für diesen übernahm er ebenfalls die Rolle des Drehbuchautors und des Kameramanns.
Mit seinem Thriller Blessed – Kinder des Teufels gelang Fellows gleich mit dem zweiten Film ein erster Erfolg als Regisseur. Mit 7 Sekunden, Second in Command und Until Death führte Fellows in den folgenden Jahren Regie bei weiteren Actionfilmen und Thrillern, für Second in Command und Until Death konnte Fellows Jean-Claude Van Damme für die Hauptrolle gewinnen.
2009 wurde schließlich unter Fellows Leitung der Fantasyfilm Malice in Wonderland gedreht, 2014 folgte der Dokumentarfilm God the Father.

## Filmografie (Auswahl)
- 2000: Jump (Kurzfilm)
- 2004: Blessed – Kinder des Teufels (Blessed)
- 2005: 7 Sekunden (7 Seconds)
- 2006: Second in Command
- 2007: Until Death
- 2009: Malice in Wonderland
- 2014: God the Father
- 2018: A Dark Place